# Schröder-Bank
Die Bank J. F. Schröder KGaA war eine private Bremer Bank, die im Zusammenhang mit der Weltwirtschaftskrise bekannt wurde und 1931 schließen musste.

## Geschichte der Bank

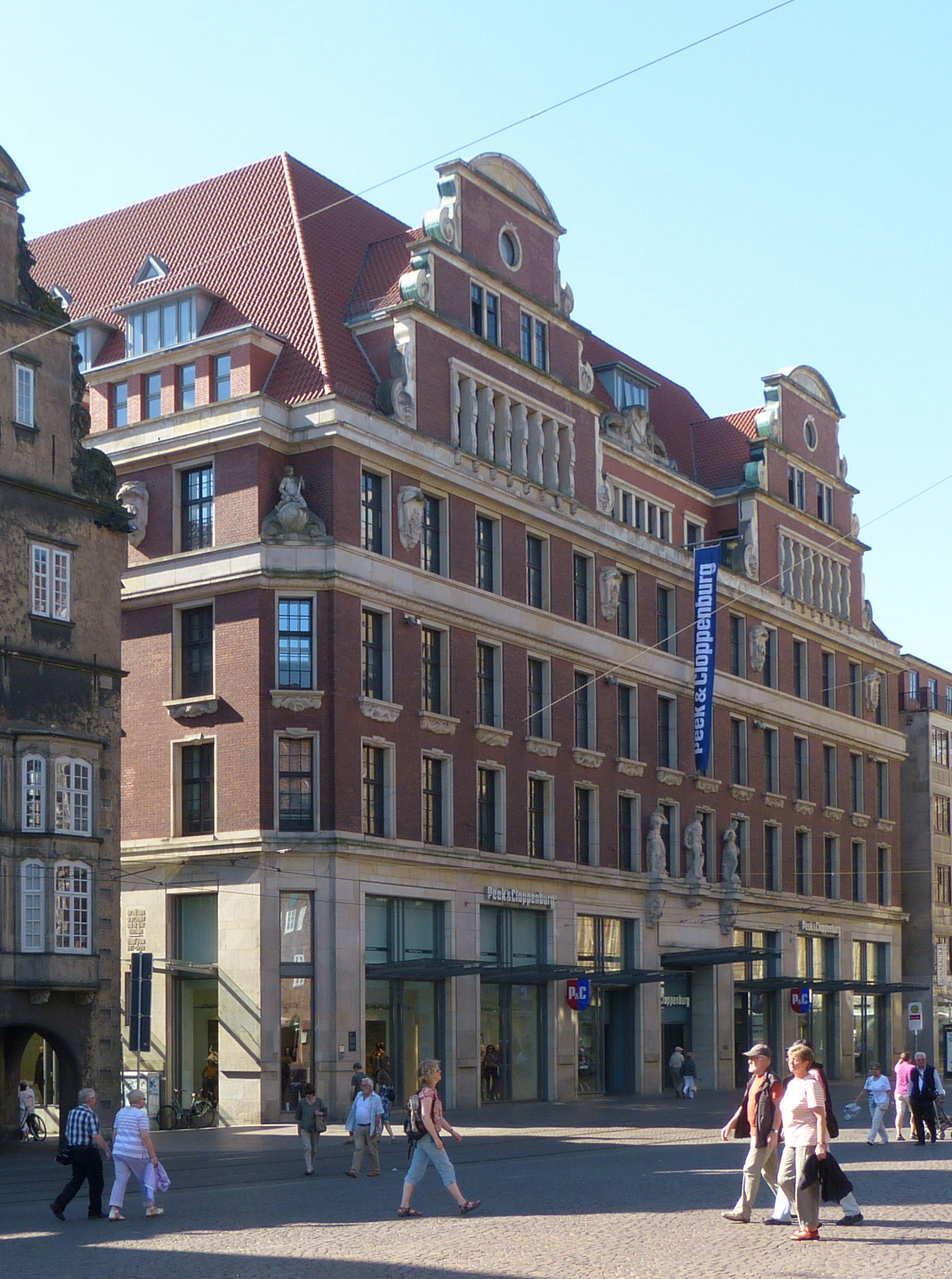
Obernstraße 2 bis 12, Aufnahme aus dem Jahr 2012

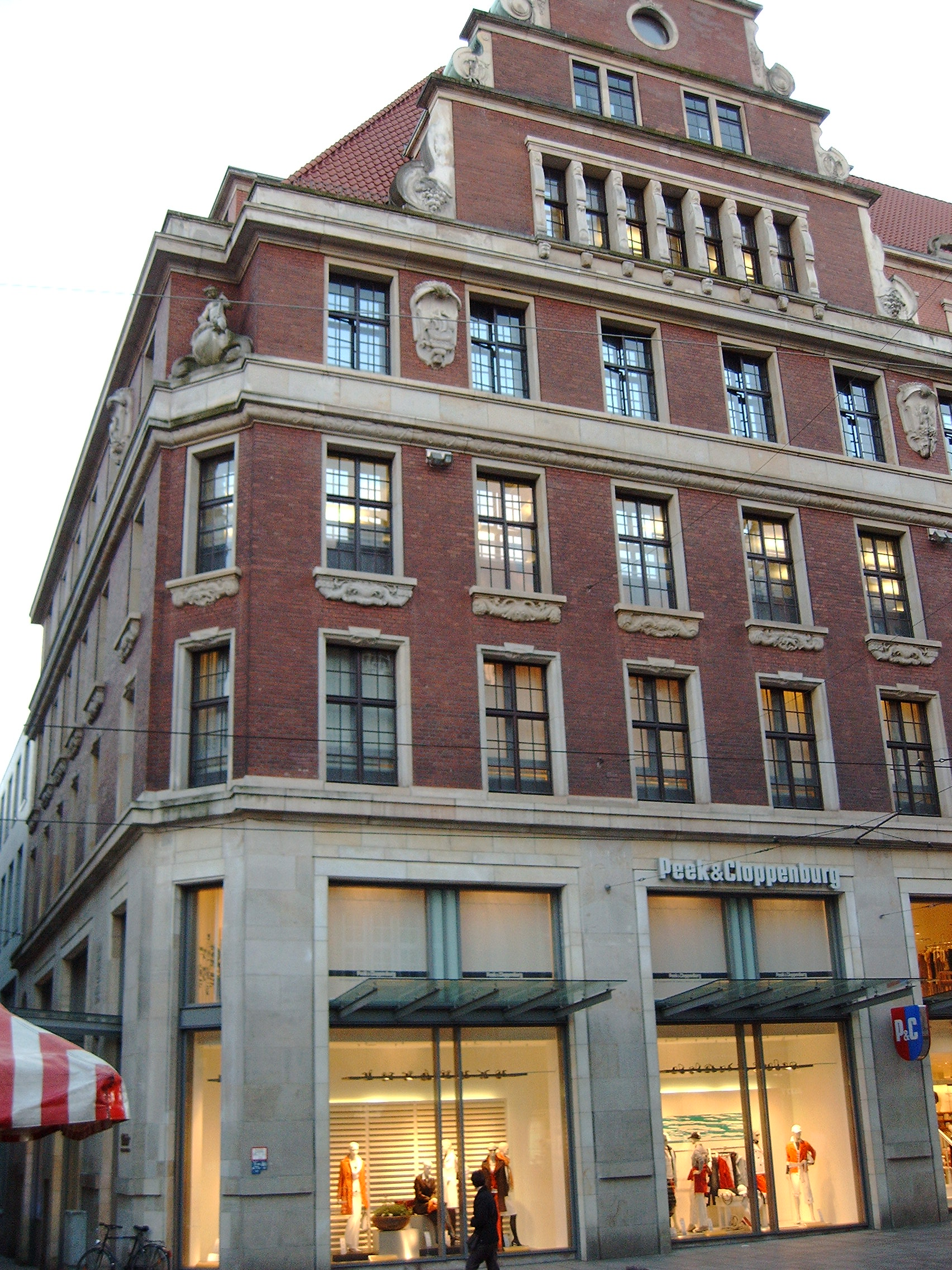
Obernstraße, Ecke Hankenstraße im Jahr 2006

Die Bremer Bankkaufleute Johann Friedrich Schröder und Albert Ernst Weyhausen (geboren 1879) gründeten 1905 das Bankhaus Schröder und Weyhausen in Bremen-Mitte, Langenstraße Nr. 1, direkt beim Bremer Marktplatz. Das Bankhaus engagierte sich vor allem in der Schifffahrt. 1919 wurde auch das Bremer Bankhaus E. C. Weyhausen übernommen und 1920 vereint zur Bank J. F. Schröder KGaA. Die Bank war bald Hausbank für die Stadt Bremen und für viele lokale Firmen. 1919 wurde J. F. Schröder Vorsitzender des Aufsichtsrats der AG Weser und die Schröderbank organisierte 1921 die Bremer Werftenkonzentration. 1923 bezog die Bank das neue Gebäude Obernstraße 2 bis 12. 1928 war Schröder bei der Gründung der Bremer Hansebank AG beteiligt.
Seit 1922 hatte die Bank eine Filiale vor dem Steintor/Ecke Sielwall.
Während der Weltwirtschaftskrise ab 1929 und nach dem Konkurs der Norddeutschen Wollkämmerei & Kammgarnspinnerei im Juli 1931, musste die Hausbank des Unternehmers G. Carl Lahusen trotz Stützungsmaßnahmen auch im Juli 1931 schließen. Das Land Bremen sanierte und übernahm das Unternehmen als Norddeutsche Creditbank AG.

## Gebäude
Das Gebäude zwischen Obernstraße 2 bis 12, Hakenstraße 4, Kleine Waagestraße 1 und
Langenstraße 3/5 wurde von 1917 bis 1922 nach Plänen der Bremer Architekten Friedrich Wellermann und Paul Frölich gebaut. Im Stil der Zwischenkriegszeit sind noch viele Elemente des Historismus sichtbar, vor allem die zwei barocken Giebel. Das viergeschossige, rotsteinsichtige Gebäude diente bis 1931 als Bankgebäude der Schröder-Bank und bis 1973 der Norddeutsche Kreditbank. 1973 übernahm die Bremer Landesbank/Kreditanstalt Oldenburg-Girozentrale das Haus. Ab 1990 war hier die Bremer Börse untergebracht.

Von 2000 bis 2003 erfolgte der sehr umfangreiche Umbau zum Warenhaus für Peek & Cloppenburg nach Plänen von Manfred Schomers und Rainer Schürmann. Moderne Architekturelemente ergänzen sehr sinnvoll die historisierenden Bauformen. 2000 wurde das Gebäude unter Denkmalschutz gestellt. 